# Oliver Rath

Oliver Rath (2016)

Oliver Rath (* 14. April 1978 in Heidelberg; † 18. August 2016 in Berlin) war ein deutscher Fotograf. Er betrieb seit 2009 einen Fotoblog und zeigte dort Bilder aus seinem Leben sowie Porträt-, Fashion- und Aktfotografie.

## Leben
Oliver Rath wuchs in Freiburg im Breisgau auf. Seine ersten Versuche als Musikproduzent begannen im Alter von 20 Jahren. Als DJ war er unter dem Namen Al Kapone aktiv (als Rapper auch als Al Kaporn), er legte u. a. regelmäßig im Fun Park und Kagan auf. Außerdem drehte er ein Musikvideo. Aufgrund von Unzufriedenheit mit seiner DJ-Tätigkeit und daraus resultierenden Problemen orientierte er sich beruflich neu. Als Fotograf war er Autodidakt. Als Gewinner der Red Bull Music Academy 2001 in New York entdeckte er sein Interesse für Fotografie. Seit 2010 lebte und arbeitete er hauptsächlich in Berlin, wo er 2012 eine Galerie für Fotografie und moderne Kunst eröffnete. Seine Galerie in der Rosenthaler Straße 66 wird von seiner Frau und Galeristin Tina Tröbs geführt. Die Galerie ist an das Hotel Amano angeschlossen, wo ebenfalls Fotografien von Oliver Rath ausgestellt sind.
Rath starb in der Nacht zum 19. August 2016 mit 38 Jahren durch Suizid. Er litt an einer bipolaren affektiven Störung und hinterließ seine Frau und zwei Kinder.

## Fotografische Werke
Raths Bilder reichen von Schnappschüssen bis hin zu konzeptionellen Werken. Dynamik, Provokation, Bildwitz und spektakuläre Inszenierungen prägen seine Bilder. Seine oft provokanten Bilder zeigen Prominente, die Berliner Szene und Models in exzessiven, weltverlorenen und gleichzeitig lebensfroh und euphorisch wirkenden Motiven. Er selbst beschrieb seine Kunst mit den Worten „keine Angst vor nichts .. keine Ahnung von nichts“.
Nicht selten sind seine Models nackt abgelichtet. „Alles, was verboten und verrucht ist, reizt mich. Die reine Persönlichkeit zeigt sich ohne Masken und Schleier“, sagte Oliver Rath zu seiner Aktfotografie im Gespräch mit art – Das Kunstmagazin.
Laut ARD war der „Szenekünstler“ und „New Pop Artist“ Oliver Rath einer, „der alles und jeden fotografiert“. Neben unbekannten Berlinern hatte der Künstler auch viele Prominente fotografiert, darunter Fußball-Nationaltrainer Joachim Löw, die Moderatoren Palina Rojinski und Joko Winterscheidt, Scooter-Frontmann H. P. Baxxter, Erotikmodell Micaela Schäfer, den ehemaligen Tennisprofi Boris Becker, die Schauspieler Wilson Gonzalez Ochsenknecht und Jürgen Vogel sowie Modeschöpfer Karl Lagerfeld.

### Kampagnen
Neben freien Arbeiten fotografierte Rath Kampagnen für große Marken und Wohltätigkeitsaktionen, zum Beispiel für Bench und Adidas, den RTL-Spendenmarathon 2011/12, die Junge Helden Organspende Kampagne, 2012 war er der SWR3 New Pop Artist, nach Gunter Sachs der zweite Fotograf, der das Festivalplakat gestalten durfte. Im selben Jahr hat er auch den 1. Preis des Kunstprojektes „Aufmacherkunst“ der Mittelbadischen Presse für sein Motiv „Denkzettel“ erhalten. Im Herbst 2014 fotografierte er die berlympic-Kampagne „Wir wollen spielen“, ein Aufruf an alle Berliner, für die Olympischen Spiele 2024 in Berlin zu stimmen.

### Blog
Auf seinem Blog wurden täglich neue Bilder veröffentlicht, die sowohl verschiedene Facetten unseres Alltags zeigen als auch in artifizieller Weise erotische Situationen und Szenen präsentieren. „Die Fotografien wirken wie Stills aus Filmszenen, mit durchgeplanten Choreographien, Requisiten und Schauspielern.“ Mit zwei bis vier neuen Fotos pro Tag auf dem Blog wurde er schnell „Deutschlands populärster Fotoblogger“. Auf Facebook folgten ihm 31.600 Fans (Stand November 2014). Sein Blog wurde nach Angaben von fudder.de 2011 täglich 20.000 Mal aufgerufen.

## Malerei
Prominente, die Rath nicht vor die Kamera bekam, malte er. Seine Malereien, beispielsweise von Uschi Obermaier und Marlene Dietrich, waren erstmals bei seiner Ausstellung in der Humboldt-Box zu sehen.

## Einzelausstellungen
- 2009: Solo Show – Konzerthaus Freiburg
- 2010: Artburg – Konzerthaus Freiburg
- 2011: Solo Show, Vicious Gallery, Hamburg
- 2011: AutomART, Altonaer Kaispeicher, Hamburg
- 2011: AutomART, G5, München
- 2011: Die Menge macht das Gift, Ballhaus Ost, Berlin
- 2011: Berlin Germany, Solo Show, Galerie Springmann, Freiburg
- 2011: Schuld sind deine Freunde, Solo Show, Nhow, Berlin
- 2011: Exhibition X Altruism, Galerie Kollaborativ, Berlin
- 2011: Augen Lügen Nicht, Funk Royal Eyware, Berlin
- 2011: Laub – an Artshow about the fall, KTV, Berlin
- 2011: Gif. Me. Berlin, HBC, Berlin
- 2011: Show Kaze, 301 S.Western AVE, Los Angeles (USA)

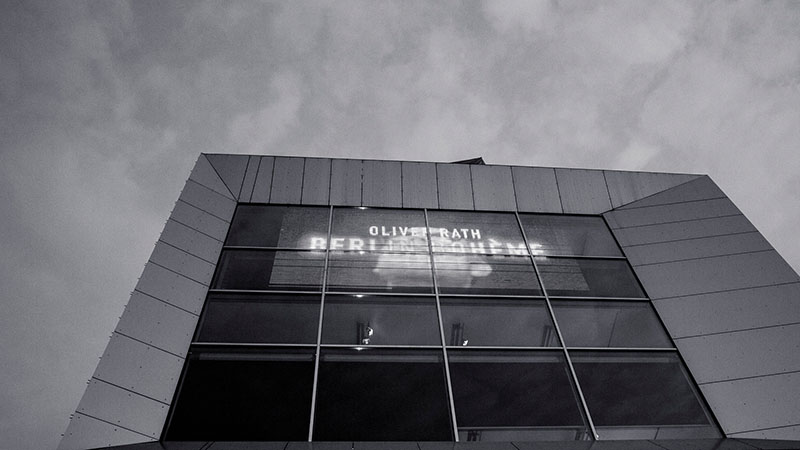
Oliver Rath Book Release „Berlin Bohème“ Show Humboldt Box Berlin

- 2011: Windows Phone 7.5 Hotel. Ghostbusters, Alte Münze, Berlin
- 2011: Art ’ UP, The Ground Breakers, Paris (Frankreich)
- 2012: Fleischwaren, Kunsthalle Heidelberg
- 2012: Augen Lügen Nicht, Funk Royal Eyeware, München
- 2012: SWR3 New Pop Artist, Kristallsaal LA8, Baden-Baden
- 2012: Lasst uns Kind sein, Amano Hotel, Berlin
- 2014: Oliver Rath – Berlin Bohème. Humboldt-Box, Berlin[21][22]

## Publikationen
- Berlin Bohème. Edition Skylight, Berlin 2014, ISBN 978-3-03766653-1[23]